# マスターピース (ボブ・ディランの曲)
「マスターピース」（When I Paint My Masterpiece）は、ボブ・ディランが作詞作曲した1971年の楽曲。ザ・バンドが同年9月15日に発表したアルバム『Cahoots』に初めて収録された。彼らのバージョンの邦題は「傑作をかく時」。ディラン自身のバージョンは同年11月17日発売のアルバム『グレーテスト・ヒット第2集』に収録され、「マスターピース」という邦題が付けられた。

## ザ・バンドのバージョン
1971年、ニューヨーク州アルスター郡、ベアズヴィル・サウンド・スタジオでレコ―ディングは行われた。リード・ボーカルはリヴォン・ヘルム。同年9月15日発表の4番目のアルバム『Cahoots』に収録された。1972年、日本でのみシングル盤が発売された。B面は「ここからどこへ」。
1992年10月16日、ニューヨークのマディソン・スクエア・ガーデンでディランのトリビュート・コンサートが開かれ、多数のミュージシャンが参加した。ザ・バンドは本作品を演奏した。コンサートの模様は翌年、トリビュートアルバム『30～トリビュート・コンサート』としてまとめられ、彼らのバージョンも収録された。コンサートはビデオとしても発売された。
2000年発売のアルバム『Cahoots』のリイシュー盤にオルタネイト・テイクが収録された。
2021年12月10日、『50周年2CDデラックス・エディション』が発売。前述のオルタネイト・テイク、ボブ・クリアマウンテンによるリミックス・バージョンが収録された。同日に発売された『50周年スーパー・デラックス・エディション』（5枚組）には、日本でのみ発売された「傑作をかく時（A面）／ここからどこへ（B面）」の7インチシングル盤が収録された（音源はリミックス・バージョンを使用）。
ザ・バンドのバージョンは2009年公開の映画『オブザーブ・アンド・レポート』で使用された。

## ボブ・ディランのバージョン
ボブ・ディランは1971年3月16日から19日にかけてニューヨークのブルー・ロック・スタジオにて、レオン・ラッセルのプロデュースの下で、本作品と「川の流れを見つめて」を録音した。後者は同年6月3日にシングルとして発表された。
同年11月17日、2枚組のベスト・アルバム『グレーテスト・ヒット第2集』が発売され、同アルバムに「川の流れを見つめて」と共に収録された。オリジナル・アルバムのミックスではアルバム・トラックの前曲「明日は遠く」との間に曲間ポーズが無く、前トラックのライブ音源の場内拍手とほぼ似たテンポでイントロになだれ込む効果を生み出している。
2001年にザ・バンドのライブ・アルバム『Rock of Ages』（1972年）のリイシュー盤が発売される。同アルバムは、1971年12月28日から31日にかけて行われたニューヨーク公演のライブ音源で構成されているが、リイシュー盤には、1972年1月1日公演時に特別参加したディランとの共演のものも含まれており、ディランの歌唱バージョンが収録された。
2013年8月に発売されたコンピレーション・アルバム『The Bootleg Series Vol. 10: Another Self Portrait (1969–1971)』に、ディラン自身のピアノの伴奏によるデモ・バージョンが収録された。
2019年6月に発売されたボックスセット『Bob Dylan – The Rolling Thunder Revue: The 1975 Live Recordings』に、1975年のライブ・バージョンが収録された。

### パーソネル
- ボブ・ディラン - ボーカル、ギター
- レオン・ラッセル - ピアノ、プロデューサー
- ジェシ・エド・デイヴィス - ギター
- ドン・プレストン - ギター
- カール・レイドル - ベース
- ジム・ケルトナー - ドラムス

## その他のバージョン
- アレックス・キャンベル - アルバム『Det er godt at se dig』（1979年）に収録。
- グレイトフル・デッド - 1980年代末から1995年ジェリー・ガルシアの死により活動休止するまでの間、ライブで時おり演奏していた。1995年以降はデッドのギタリストだった Bob Weir のバンド Ratdog のレパートリーとなっている。
- エミルー・ハリス - アルバム『Portraits』（1996年）に収録。
- Chris Whitley & Jeff Lang - アルバム『Dislocation Blues』（2005年）には収録。
- 細野晴臣 - アルバム『Heavenly Music』（2013年）に収録。細野自身による訳詞。
- エイミー・ヘルム - 2016年、レヴォン・ヘルム・スタジオから配信[10]。